# Bombardier (film)
Pour les articles homonymes, voir Bombardier.
Pour plus de détails, voir Fiche technique et Distribution.
Bombardier (id.) est un film américain en noir et blanc réalisé par Richard Wallace, sorti en 1943.
Le général de brigade Eugene L. Eubank, commandant du premier groupe de bombardement lourd de l'armée de l'air américaine à participer aux combats pendant la Seconde Guerre mondiale, présente le film avec la déclaration suivante :

« Je veux que vous connaissiez un nouveau type de soldat américain, le plus important de tous nos combattants d’aujourd’hui. Il est le plus important car c'est de lui que dépend, en fin de compte, le succès de toute mission à laquelle il participe. Le plus grand avion de bombardement du monde, avec son équipage de combat, l'emmène au combat, à travers les intempéries, à travers l'opposition ennemie, juste pour qu'il ait trente secondes au-dessus de la cible. Au cours de ces trent secondes, il doit revendiquer la plus grande responsabilité jamais confiée à un soldat dans l’exercice de ses fonctions. Je veux que vous le connaissiez, ainsi que ceux qui ont eu la foi, la vision et la clairvoyance nécessaires pour le faire naître, le préparer à sa tâche, de longs mois avant le début de notre guerre. »

## Synopsis
Les instructeurs de l'école d'entrainement d'avions bombardiers, le major Chick Davis et le capitaine Buck Oliver, ne sont pas d'accord sur les méthodes qu'on y enseigne. D'autre part, ils rivalisent avec leurs élèves pour attirer l'attention de la séduisante secrétaire, Burton. 
La tragédie frappe lorsque Buck et son équipe sont capturés et torturés par les Japonais. Un bombardement de Tokyo est effectué, nécessitant le sacrifice de vies humaines.

## Fiche technique
- Titre : Bombardier
- Réalisation : Richard Wallace, assisté de Robert Aldrich (non crédité)
- Scénario : John Twist et Martin Rackin
- Montage : Robert Wise
- Musique : Roy Webb
- Producteur : Robert Fellows (en)
- Société de production et de distribution : RKO Pictures
- Pays de production :  États-Unis
- Langue originale : anglais américain
- Format : noir et blanc — 35 mm — 1,37:1 — son : mono (RCA Sound System)
- Genre : guerre
- Durée : 99 minutes
- Dates de sortie :
  - États-Unis : 14 mai 1943
  - France : 20 octobre 1944[2]

## Distribution
- Eugene L. Eubank (major)[3] : lui-même
- Pat O'Brien : Chick Davis
- Randolph Scott : Buck Oliver
- Anne Shirley : Burton Hughes
- Eddie Albert : Tom Hughes
- Walter Reed : Jim Carter
- Robert Ryan : Joe Connors
- Barton MacLane : le sergent Archie Dixon
- Richard Martin : Chito Rafferty
- John Miljan : l’aumônier Charlie Craig
- Charles Russell : instructeur
- Leonard Strong : officier japonais
- Murray Alper : « Little Boy », un espion
- Joan Barclay : la secrétaire de Buck (non créditée)